# Nipista
Nipista là một chi bướm đêm thuộc họ Noctuidae.